# Irineu de Lyon
Irineu de Lyon (în greacă Εἰρηναῖος ὁ Σμυρναῖος, „Irineu  Smirneanul”; n. 130 d.Hr., İzmir, İzmir, Turcia – d. 202 d.Hr., Lyon, Imperiul Roman) a fost un scriitor bisericesc timpuriu, părinte al Bisericii, episcop de Lugdunum (Lyonul de astăzi), sfânt și apologet, scrierile sale având un rol important în perioada de început a elaborării teologiei creștine. 

## Viața
A făcut parte din cei care l-au auzit pe Policarp, care era la rândul său unul din discipolii lui Ioan Evanghelistul. 

## Scrieri
Cea mai importantă carte scrisă de Irineu este Adversus Haereses sau Împotriva Ereziilor, o combatere detaliată a Gnosticismului, care reprezenta în acea vreme o amenințare serioasă pentru Biserică, și în special sistemul gnosticului Valentinus. Fiind unul din cei mai mari teologi ai perioadei de început a creștinismului, a pus accent pe elementele tradiționale ale Bisericii, în mod special pe episcopat, scriptură și tradiție. Împotriva gnosticilor, care pretindeau că au o învățătură orală secretă primită direct de la Isus din Nazaret, Irineu a arătat că episcopii diferitelor orașe sunt cu toții cunoscuți încă din vremea apostolilor, succesiunea apostolică făcând legătura între trecut și prezent. Episcopii nu sunt gnostici, ci predică public și deschis, asigurând interpretarea vie a Scripturii.
Scrierile sale, împreună cu cele ale papei Clement Romanul și ale episcopului Ignatie al Antiohiei (Ignatie Teoforul), sunt primele mărturii ale apariției primatului episcopului Romei.
Irineu s-a numărat între primii care au afirmat caracterul canonic al celor patru evanghelii. Mai exact, el a fost primul autor creștin care a susținut că evangheliile canonice au fost scrise de Matei, Marcu, Luca si Ioan. Scrierea este datată la 180 d.Hr., iar Irineu se contrazice, dând drept sursa afirmațiilor sale fie pe prezbiterul Policarp de Smirna (circa 155 d.Hr.), fie pe Papias de Hierapolis (circa 163 d.Hr.).
Din insistența cu care apără teza că sunt patru evanghelii veridice și numai patru, s-ar putea deduce că ideea de tetravanghel era o noutate pe atunci.

## Sărbători
Irineu este sărbătorit ca sfânt în întreaga lume creștină. Biserica Romano-Catolică îl sărbătorește pe 3 iulie, Biserica Ortodoxă îl sărbătorește pe 23 august, iar Biserica Luterană îl sărbătorește pe 28 iunie, data morții sale.